# Hans Hecker

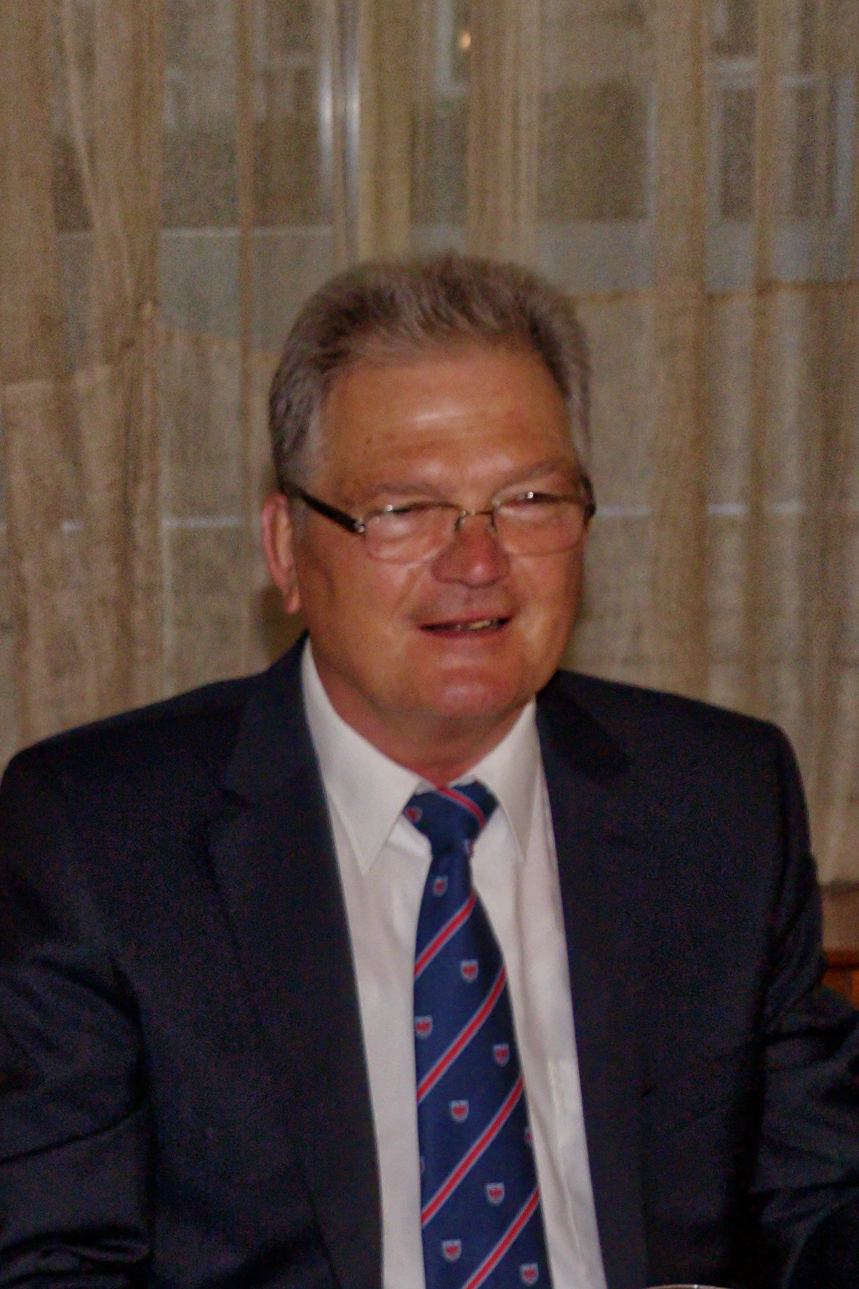
Hans Hecker 2015

Hans Hecker (* 2. Januar 1942 in Leipzig) ist ein deutscher Historiker und Hochschullehrer.

## Leben und Wirken
Nach Abitur in Essen und Wehrdienst studierte Hecker in Berlin und Köln Osteuropäische Geschichte, Mittlere und Neuere Geschichte, Slavistik und Politische Wissenschaften. Mit einer Dissertation zu Osteuropa-Vorstellungen in Deutschland wurde er 1971 promoviert. Danach war er bis 1973 am Ostkolleg der Bundeszentrale für politische Bildung tätig, um anschließend als Wissenschaftlicher Assistent bei Günther Stökl zu arbeiten. 1980 legte er seine Habilitationsschrift zur Geschichte der russischen Geschichtsschreibung vor. Ab 1982 bis zu seinem Ruhestand 2007 war er Professor für Osteuropäische Geschichte an der Heinrich-Heine-Universität Düsseldorf. Daneben war er von 1983 bis 1985 Prorektor für Studium, Lehre und Studienreform.
Er ist Mitglied des Kuratoriums der Adalbert-Stiftung und Mitglied des Stiftungsbeirats der Martin-Opitz-Bibliothek Herne. Hans Hecker ist verheiratet und hat zwei Töchter.

## Werke
- „Die Tat“ und ihr Osteuropabild 1909–1939. Verlag Wissenschaft und Politik, Köln 1974, ISBN 3-8046-8481-5.
- Russische Universalgeschichtsschreibung. Von den „Vierziger Jahren“ des 19. Jahrhunderts bis zur sowjetischen „Weltgeschichte“ (1955–1965). (= Studien zur modernen Geschichte. Band 29). Oldenbourg, München/Wien 1983, ISBN 3-486-51121-1.
- Staat zwischen Revolution und Reform. Die innere Entwicklung der Sowjetunion 1922–1990. Klett, Stuttgart 1992, ISBN 3-12-490260-2.
- Die Deutschen im Russischen Reich, in der Sowjetunion und ihren Nachfolgestaaten. 2., unv. Auflage. Verlag Wissenschaft und Politik, 1994, ISBN 3-8046-8805-5.
- als Hrsg.: Grenzen. Gesellschaftliche Konstitutionen und Transfigurationen. Adalbert-Stiftung-Krefeld, Eur. Schriften Klartext Verlag, Essen 2006, ISBN 3-89861-386-0.
- Krieg in Mittelalter und Renaissance. Droste, Düsseldorf 2005, ISBN 3-7700-0849-9.
- mit Walter Engel (Hrsg.): Symbiose und Traditionsbruch. Klartext, Essen 2003, ISBN 3-89861-066-7.
- mit Silke Spieler (Hrsg.): Die historische Einheit Europas: Ideen – Konzepte – Selbstverständnis. Kulturstiftung der deutschen Vertriebenen, Bonn 1994, ISBN 3-88557-126-9.
- mit Hans Ester und Erika Poettgens (Hrsg.): Deutschland, aber wo liegt es? Deutschland und Mitteleuropa. Analysen und historische Dokumente. (= Amsterdam Studies on Cultural Identity. 3). Rodopi, Amsterdam, Atlanta 1993.
- mit Silke Spieler (Hrsg.): Berlin – die Hauptstadt und der Osten. Neue Beiträge zur Geschichte einer schwierigen Aufgabe. 2., unv. Auflage. Kulturstiftung der deutschen Vertriebenen, 1992, ISBN 3-88557-056-4.
- als Hrsg.: Europa – Begriff und Idee. Historische Streiflichter. (= Kultur und Erkenntnis. Band 8). Bouvier, Bonn 1991, ISBN 3-416-02279-3.
- Der Herrscher, Leitbild und Abbild in Mittelalter und Renaissance. (= Studia humaniora. Band 13). Droste, Düsseldorf 1990, ISBN 3-7700-0817-0.
- mit Silke Spieler (Hrsg.): Nationales Selbstverständnis und politische Ordnung. Abgrenzungen und Zusammenleben in Ost-Mitteleuropa bis zum Zweiten Weltkrieg. Kulturstiftung der deutschen Vertriebenen, 1991, ISBN 3-88557-094-7.
- mit Leo Peters und Hans Süssmuth: Der Internationale Adalbert-Preis für Frieden, Freiheit und Zusammenarbeit in Europa Preisträger 1995–2015, Düsseldorf 2016, ISBN 978-3-95758-030-6